# 刘志军
刘志军（1953年1月29日—），中华人民共和国湖北鄂州人，曾任中华人民共和国铁道部部长、党组书记，有一名兄弟劉志祥。中共中央党校硕士学历，工程师（中级职称）。刘志军出生于农民家庭，於1972年参加工作，曾担任郑州铁路局副局长、沈阳铁路局局长、铁道部副部长等职。2003至2011年任铁道部部长。2011年因涉嫌严重违纪而被免职。
刘志军提出了“铁路跨越式发展”的方针，业界称之为“刘跨越”。在任内，刘志军动用多种资源，引进和发展高速铁路技术，开展大规模铁路建设。任内修建了长达1.8万公里的铁路，在建的铁路则高达3万公里。中国成为世界上高速铁路运营里程最长、在建规模最大的国家，刘志军因此被誉为“中国高铁之父”。但也造成了铁道部的巨额债务。对刘的功过评价类似于日本新幹線之父十河信二。民间一度因为对刘志军的功过看法不同产生过争论。
2013年7月8日，北京市第二中级人民法院一审以受贿罪、滥用职权罪判处刘志军死刑，缓期两年执行，并处没收全部个人财产。

## 早年经历
1953年1月，刘志军出生于湖北省黄冈专区鄂城县牌坊村刘金湾（现属华容区华容镇），是家里的长子，上有两个姐姐，下有一弟一妹。因为家里穷，刘志军的父母当年卖了房子才供他读到初中。据刘志军自述，因为祖上有过雇工，家里被划为富农，阶级成份不好，当初进入铁路系统很曲折。
1972年2月，初中毕业的刘志军赶上铁路招工，机会来临时，体检却查出肺部疑有钙化点。刘志军连夜赶路到县城医院复診，拿到心肺无异议的确诊结果赶回，只差几分钟就到了截止的时间。19岁的刘志军遂成为武汉铁路分局武昌工务段的一名养路工。因为字写得好，后来当了队里面的文书。

## 铁路系统升迁
1972年2月至1981年9月，刘志军历任武汉铁路分局武昌工务段养路工、武昌工务段团委干事、团委书记、党委副书记，武汉铁路分局团委书记。1973年8月，刘志军加入中国共产党。
1981年9月至1982年9月，刘志军在华东交通大学基础课部干部班学习。20世纪80年代初，铁道部团委从铁路系统中选拔年轻干部，在西南交通大学进行为期两年的铁路运输技术干部培训，刘志军作为其中一名被选拔人员，于1982年9月至1984年9月在西南交通大学运输系运输管理专业学习，补上了学历的不足。刘志军的聪明与勤奋得到时任武汉铁路分局副局长黄从全的赏识，黄把自己的女儿黄立平许配给他。此后的10年，刘志军搭上了“顺风车”。1984年9月至1987年4月，先后任郑州铁路局武汉铁路分局江岸站站长、党委副书记，武汉铁路分局党委常委、分局政治部副主任，1986年任武汉铁路分局党委书记。1987年4月，调任广州铁路局党委常委、路局政治部副主任。1988年8月调任郑州铁路局武汉铁路分局局长、党委副书记。1991年9月，升任郑州铁路局副局长、党委常委。
在1992年郑州铁路局党委常委差额选举中，刘志军落选。落选原因除刘志军本人性格缺陷外，更大的原因在于离婚事件。刘志军在担任武汉铁路分局党委书记后不久，便与妻子离婚。刘志军落选郑州局党委常委后四处活动，得以在1992年8月调任湖北省国防科学技术工业办公室党组书记（正厅级），短暂离开了铁路系统。
刘志军于1993年2月返回铁路系统。先是参加铁道部运输改革调研工作为期2个月。1993年4月出任沈阳铁路局局长、党委副书记。1994年11月，刘志军进入铁道部，任铁道部党组成员、总调度长。其间1995年9月至1996年7月在中央党校一年制中青干部培训班学习。1995年9月至1998年7月在中央党校培训部哲学专业在职研究生班学习。1996年8月升任铁道部副部长、部党组成员。1997年1月至2000年4月，兼任中国联合通信有限公司副董事长。

## 铁道部部长

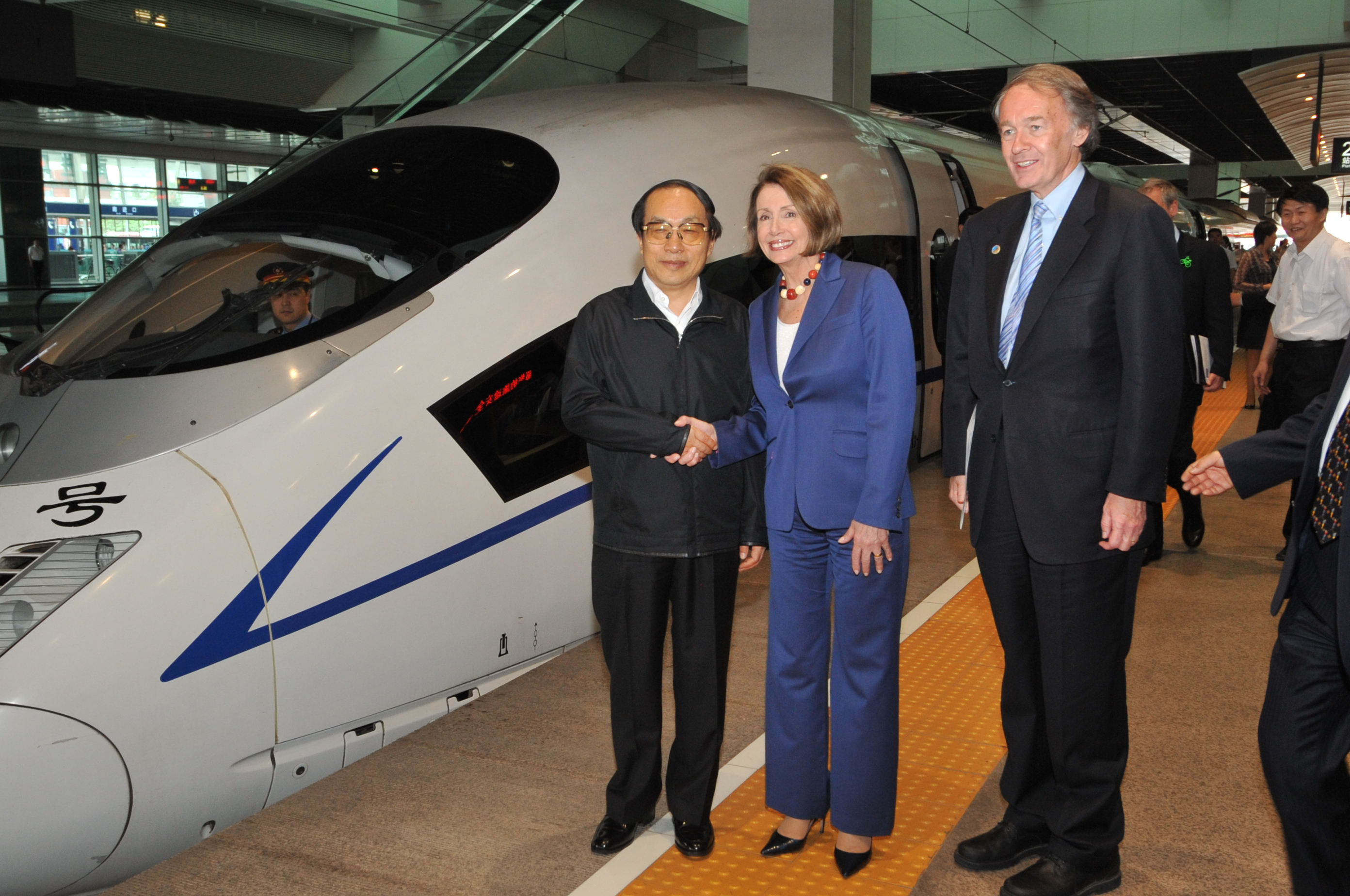
2009年刘志军会见美国众议院议长蘭希·佩洛西

2002年9月，刘志军担任铁道部党组书记、副部长。2002年11月，在中共十六大上当选为中央委员。2003年3月17日，经国务院总理温家宝提名，国家主席胡锦涛发布第二号中华人民共和国主席令，根据中华人民共和国第十届全国人民代表大会第一次会议的决定，刘志军被任命为铁道部部长。

### 铁路跨越式发展

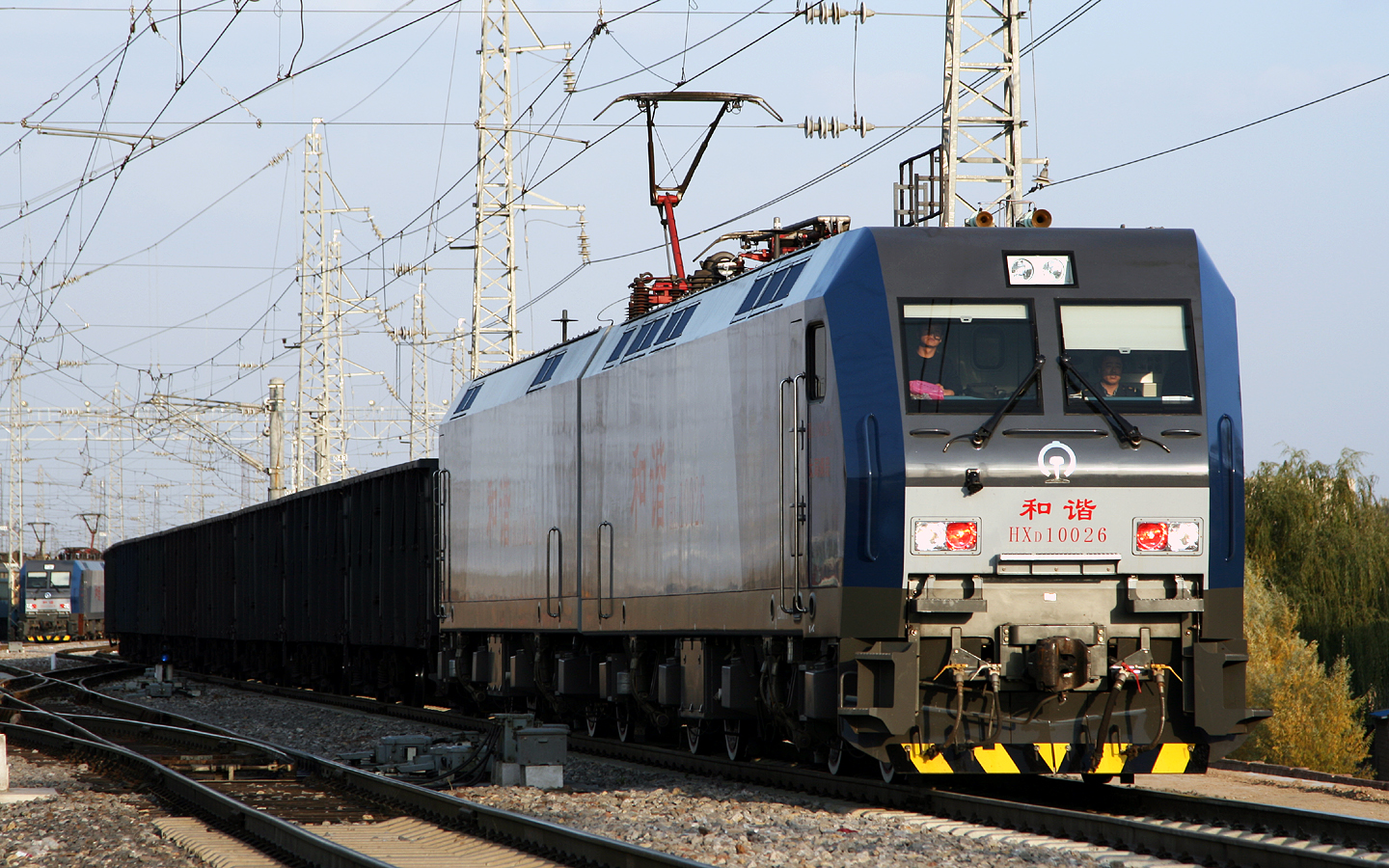
为尽快缩小在铁路机车车辆装备上的差距，铁道部从国外引进交流大功率电力机车技术。图为和谐1型电力机车。

铁道部是中国最有权力的部委之一，被称为“独立王国”。铁道部有200万名职工，4.3万亿元人民币资产，并拥有自己的公安局、检察院和法院。然而铁路网整体能力严重不足，主要干线能力十分紧张，甚至处于超饱和状态。
刘志军上任后，铁路改革的方向就发生逆转。前任部长傅志寰所推行的“网运分离”改革走到尽头，“跨越式发展”成为刘志军的目标。“主辅分离”成为刘志军在改革上的主导思路。该思路是将与高铁建设直接相关的权力、资产收归铁道部，而与之相关不大者予以剥离 。
2002年12月，时任铁道部党组书记的刘志军在全国铁路工作会议上提出：“充分利用后发优势，学习借鉴发达国家铁路技术，实现我国铁路的跨越式发展，加快铁路现代化建设。”。刘志军认为，走常规发展之路已经不能解决中国铁路面临的主要矛盾，必须以“跨越式”的快速发展模式、吸收发达国家的经验，较常规发展更适合中国国情。
2003年6月，铁道部在北京召开“铁路跨越式发展研讨会”，刘志军在讲话中阐述了中国铁路跨越式发展的内涵与任务，刘志军认为，跨越式发展是指在一定历史条件下落后者对先行者走过的某个发展阶段的超常规赶超行为。铁路跨越式发展，一是指运输能力的快速扩充。集中人力物力财力，加快铁路建设，在较短时间内解决铁路运输能力不适应的问题，早日使铁路运输能力适应国民经济和社会发展需要。二是指技术装备水平的快速提高。充分利用国际国内先进的技术资源，加快技术创新，在较短时间内，使中国铁路主要技术装备达到或接近发达国家水平。

### 大规模铁路建设

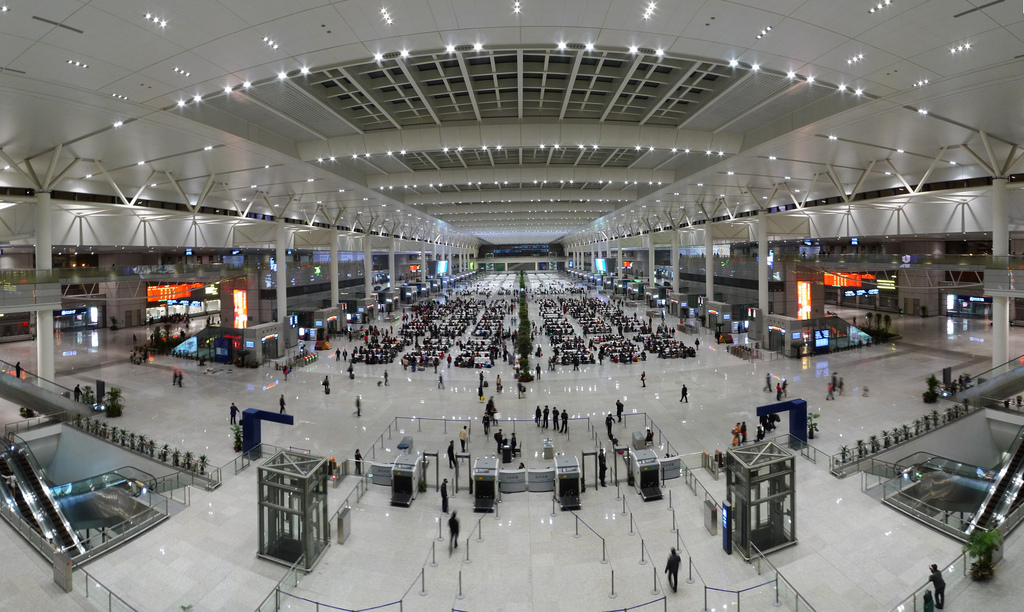
规模巨大的新建高铁车站。图为上海虹桥站。

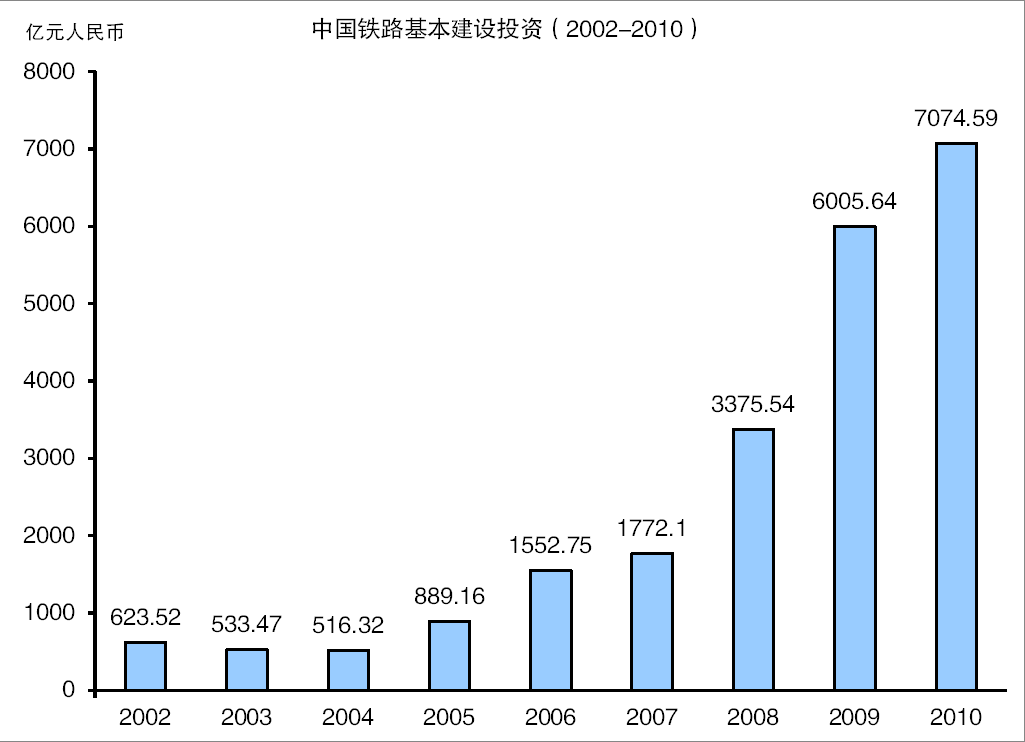
刘志军任内，铁路基本建设投资高速增长，达到历史最高峰。

2003年刘志军上任后不久，铁道部会同交通部、国家发改委等部门，制定了中国首个《中长期铁路网规划》，并于2004年1月经国务院常务会议审议通过。规划确定，到2020年全国铁路营业里程要达到10万公里，主要繁忙干线实现客货分线，复线率和电化率均达到50％。同时，提出了“四纵四横”客运专线的宏伟计划，客运专线总长度达到1.2万公里，客车速度目标值达到每小时200公里及以上。实现《中长期铁路网规划》的总投资达到20000亿元人民币。
上万亿人民币的投资，使得刘志军的计划成为了自美国州际公路系统以来，世界上投资最高的公共工程项目。为了在2008年之前建成中国第一条高速铁路，刘志军命令铁道部员工夜以继日地工作，并提出“要牺牲一代铁路人的利益换来中国铁路的发展”。刘志军对内对外一律强势，对系统内反对意见坚决打击。在其任上，地方铁路局局长纷纷易人；对外则封杀呼吁铁路改革的媒体和专家。作为铁道部长，刘志军亲上火线，安排和指挥项目的分配。刘志军的勃勃雄心为他赢得了“刘跨越”的绰号，甚至有人称其为“刘疯子”。
刘志军建立“省部合作”的机制，把原先就对基础设施建设十分热衷的地方政府拉入到铁路建设的狂潮之中 。铁道部与31个省区市签订了加快铁路建设的战略协议，组建合资铁路公司。地方政府不仅承担征地拆迁的主体责任，而且对铁路建设的权益性投资达4000多亿元，改变了铁路建设仅靠中央政府投资的局面。刘志军遗留下来的诸多铁路公司，初具一般商业公司的雏形，且拥有铁路路网和车辆资产。其运营模式则是让途经沿线的铁路局委托经营，这成为实行铁路改革区域分割的良好基础 。
刘志军任内，铁路建设投资达到历史最高峰。2003年铁路基本建设投资仅有533亿元人民币，2010年已达7075亿元人民币。铁路投资超过了军费 。任内共修建了1.8万公里的铁路，建设中的铁路达3万公里。中国铁路运营里程从2002年的7.19万公里增长至2010年的9.1万公里。大规模铁路建设也给铁道部带来了沉重的债务压力，截止2011年上半年，铁道部负债达20907亿元，负债率为58.53% 。

### 引进和发展高速铁路技术

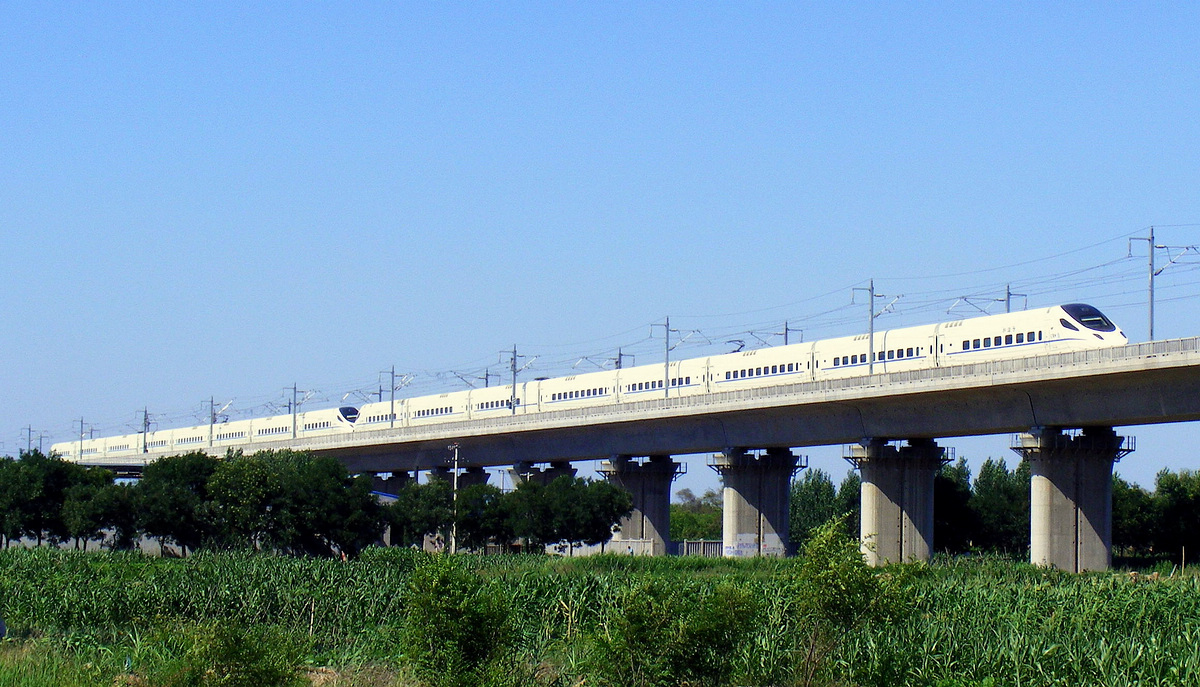
行驶在京沪高铁上的CRH5动车组

自1990年代开始，中国开始自主研制高速列车，“蓝箭”、“先锋”、“中华之星”、“长白山”等高速列车先后问世。然而国产列车的设计要求低于国外高速铁路标准，整体技术不成熟，距离商业运营还有很大距离。同时，一些核心关键技术和设备可靠性、稳定性不足，列车的工艺水平比较差，关键设备需要进口。种种原因最终使得中国政府决定从国外引进高铁技术，但国外厂商必须向中国转让技术。2004年4月，中国国务院召开会议，专题研究铁路机车车辆装备有关问题，提出了“引进先进技术、联合设计生产、打造中国品牌”的基本原则，确立了引进少量原装、部分国内散件组装和大批量国内生产的项目运作模式。
在刘志军主导下，铁道部先后开展了三次动车组招标。铁道部在招标文件中明确规定，国外企业只能作为国内企业合作方，并通过国内企业参与竞争，并转让核心技术、分步实施国产化。2004年6月，铁道部启动了时速200公里动车组招标；2005年10月，“时速300公里动车组”的项目招标启动；2006年11月，中国第一条新建高速铁路京津城际项目招标。铁道部运用了“战略买家”的策略，把国内几十家列车生产企业召集在一起，仅允许南车四方和北车长客与国外厂商谈判，其他企业一概不准与外方接触。铁道部以中国铁路独一无二的市场优势作为吸引，迫使川崎重工、阿尔斯通、庞巴迪和西门子等国外厂商降价。
通过引进和消化国外技术，中国在较短时间内以较低的成本掌握了高速动车组多项关键技术和配套技术，完成了高铁动车组研制的第一阶段。2007年4月18日，中国铁路进行第六次大提速，在既有线上开行时速200-250公里的动车组列车，中国铁路跨入高速时代。第二阶段，即在掌握时速200—250公里高速列车技术的基础上，自主研制生产了时速350公里高速列车。2008年4月，与西门子公司合作生产的时速350公里的CRH3型动车组下线。8月1日，中国第一条时速350公里的高速铁路——京津城际铁路开通运营。
而“中华之星”等国产动车组由于不满足招标文件的要求，以及故障等因素，最终彻底出局。此举引起了强烈反弹。在2005年7月间铁道部主持召开的“中华之星”阶段验收总结会上，多方评委迫于刘志军的压力，纷纷认定此车最高只能跑160km/h。“中华之星”的总设计师刘友梅联合原铁道部部长傅志寰在内的52名院士，向国务院呈送了一份《关于报送院士反映“中华之星”高速列车有关情况的签名信》，举报刘志军的行为，最终不了了之。

### 高铁计划的进一步升级

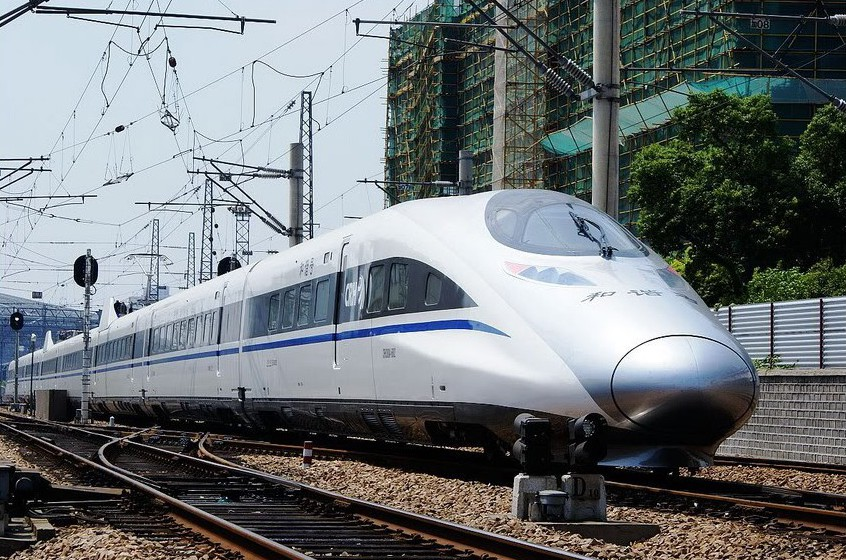
CRH380A

2008年，環球金融危機爆发。为了抵制经济衰退，刺激经济，中国政府进一步增加了在铁路上的投资。中国政府出台了“四万亿”经济刺激计划，其中1.5万亿被用于修建铁路、公路、机场等基础设施。2008年10月，《中长期铁路网调整规划》经国务院常务会议批准，正式颁布实施。这是该规划自2004年修订以来的最新调整方案。根据调整规划，2020年全国铁路营业里程规划目标由10万公里调整为12万公里以上，其中高速铁路由1.2万公里调整为1.6万公里。铁路总投资将在3.5万亿元人民币以上，超过1949年以来铁路投资总和。
2008年2月，铁道部和科技部签署了《中国高速列车自主创新联合行动计划》，刘志军和万钢出席仪式。该计划提出中国将研制符合京沪高速铁路运营需求的时速350公里及以上等级的高速列车。包括中科院、清华大学、北京大学在内的近30家国内科研院所与高校、近50家骨干企业组成产学研用自主创新联合体，参与其中。经过两年多的努力，第一种由中国研制的CRH380A型电力动车组于2010年5月在长春下线。2010年12月3日在京沪高铁先导段试验时，刘志军亲自试乘，并在驾驶室督阵，要求驾驶员冲到极限速度并长时间保持。最终列车创下486.1公里/小时的世界铁路运营试验最高速度。
2010年12月，世界高速铁路大会首次在中国召开。刘志军在大会上称，中国高速铁路的营业里程已经达到7531公里，是全世界高铁运营里程最长、在建规模最大的国家。

### 行事风格
刘志军被称为“站在火车头上的部长”，每逢关键时候，刘都要登乘机车现场指挥，创造了连续几十个小时检查提速线路的纪录。2010年12月3日，刘亲自添乘CRH380A-6041L参加在京沪高铁进行的冲高试验，此次试验创下了世界正常营运编组列车最高试验速度记录486.1km/h。中国工程院院士王梦恕称，新线路开通后，刘敢坐到司机的位置上，一出问题他最先倒霉，所以哪个施工单位也不敢乱来。刘志军的同事称：“在列车所有的创纪录实验中，为了测试安全性，刘部长幾乎每次都在驾驶室内亲自指挥。作为一个部长，能够用自己的生命，去检验高铁的安全性，的确让人感动。”
刘志军强硬的行事风格为他招来非议。一位与刘志军相识20多年的老铁路人表示，刘志军是个比较仗义的人，敢于大刀阔斧做事敢于承担责任，“铁路系统臃肿懒散，刘志军如果不够霸气，很多政策就难以推行下去。”但这种做事风格或许是推动铁路进步的必要手段，“他让你什么时候出成果就什么时候出，没有理由的。”
刘志军亦被称为工作狂。刘志军声称，自己从在铁路工作起，就没有在家过一天春节。刘志军上任铁道部长后，北京市复兴路10号的铁道部大楼里有时会出现夜半依然灯火通明的加班场景。刘志军的同事称，刘志军处理问题雷厉风行十分强势。“他有时候半夜翻材料发现问题，就把相关部门负责人叫过去开会，马上研究解决思路，拿出方案，定出时间。”“家就在铁道部附近，每天早上6点多从家里出来，经常工作至深夜。”
刘志军相信风水，在一些工程开工前，会邀请风水师选定奠基时间，以求吉利。刘志军在会见律师时称：每次开工都会找人按照黄历选一个好日子。他甚至也认为这个事情很奇怪，不信不行，先前没有选日子，开工的时候就会下雨，举行仪式还得临时搭棚子。选了日子的时候，一次都没下过，有时候明明还下着雨，仪式要举行的时候就停了。

## 批评、下台和审判

### 批评和丑闻

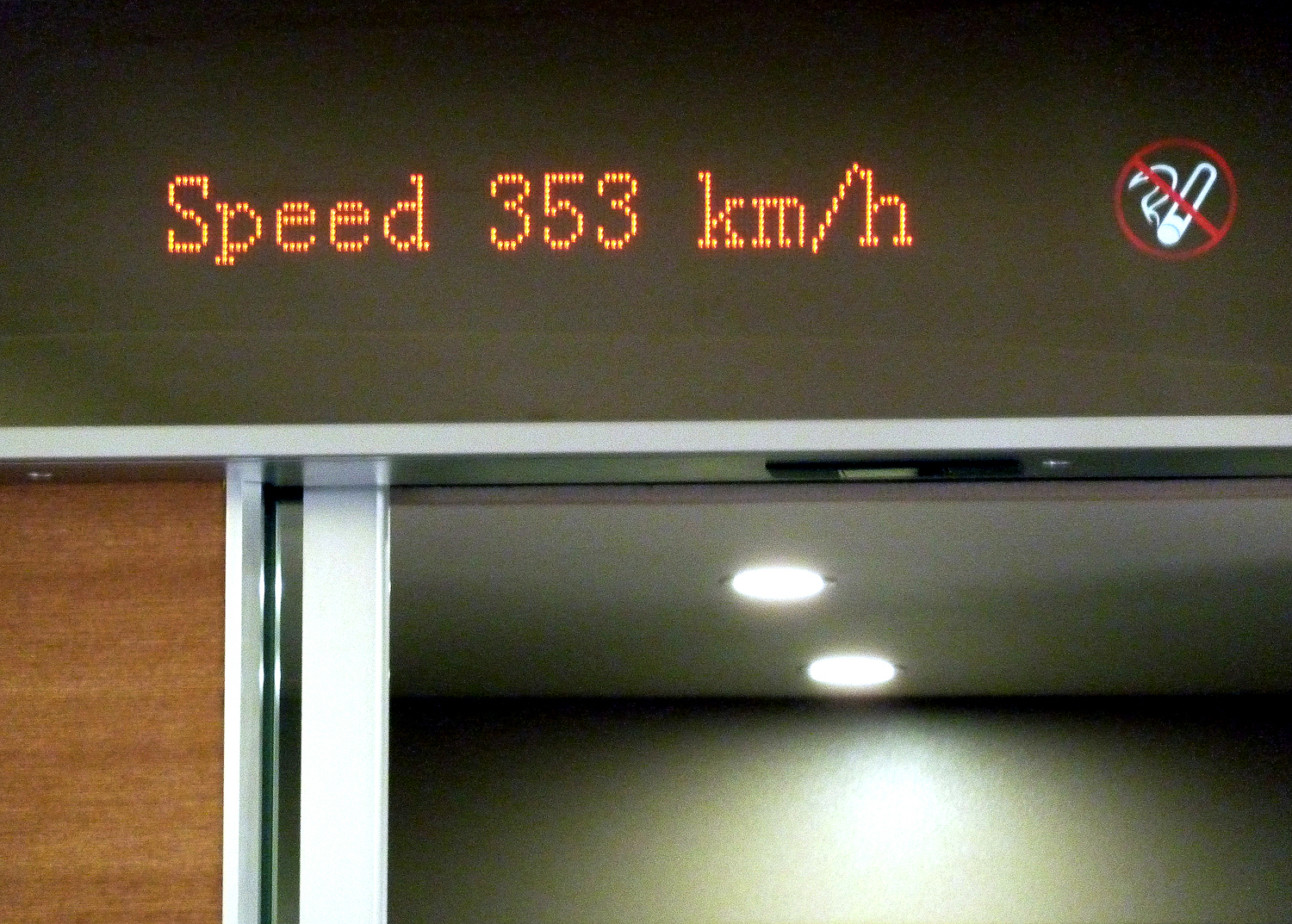
刘志军时代的高铁运行速度达350km/h，在盛光祖时代已全面降速。

高速铁路的发展，成为刘志军的政绩之一，但铁道部长期处于政企不分、改革滞后的状态，以及数起重大安全事故和腐败大案亦令刘志军备受争议 。2008年中国雪灾期间，京广铁路南段运输瘫痪，20万人滞留广州火车站；2008年4月28日，胶济铁路发生列车相撞事故，导致72人死亡，刘志军被记过处分。
此外，刘志军与其弟刘志祥的裙带关系备受质疑。刘志祥曾任汉口火车站站长、武汉铁路分局副局长等职，2011年4月因故意伤害罪、贪污罪、受贿罪、巨额财产来源不明罪被宜昌市中级人民法院判处死缓，并处没收财产人民币100万元。
为了实现高速铁路网的建设，刘志军在建设工期、建设资金上抓得紧，将货运赚的钱都用来修铁路，导致铁路职工的待遇长期不佳。《经济观察报》称，铁路基层员工的收入与社会平均水平的的差距越来越大，不少基层员工心存抱怨。铁路员工形容自己的工作状态是“白加黑”、“5加2”。
2008年至2010年间，刘志军为被提拔为某省委书记，企图让他的某个下属接任他的职务，指使丁书苗行贿500万元，但因丁书苗找错中间人，未获成功。另外，刘志军被指授意丁书苗花4390万“打捞”铁道部落马官员何洪达。

### 下台、调查
2010年7月，在一次铁路项目中标后，某企业从账外划给商人丁书苗公司约1亿人民币，恰逢国家审计署正在对京沪高铁进行跟踪审计，由当时投资司司长徐爱生主责，顺藤摸出丁书苗与刘志军的问题。
2011年1月，每年一度的春运在拉开帷幕，刘志军却罕见地消失十几天，所有活动改由副部长出席。1月27日，刘志军出现在京沪高铁济南西站工地。此后的半个月时间，这位被人称为“中国高铁之父”的铁道部长一刻不停，长时间、长距离连续乘坐了沪杭高速铁路、武广高速铁路、长吉城际铁路、昌九城际铁路、成灌铁路、宜万铁路、海南东环铁路等等他任上开通或上马的铁路线，行程7000余公里。此时刘志军似乎已经知道自己的事业生涯时日无多，要在走之前再最后检阅一遍中国高铁。
2011年2月11日晚，刘志军在铁道部大院被带走，事先没有任何预兆。2月12日，中共中央免去刘志军铁道部党组书记职务；中共中央纪委证实刘志军涉嫌严重违纪，正在接受调查。2月25日，全国人大常委会免去刘志军铁道部部长职务，任命盛光祖为铁道部部长。2012年5月28日，中共中央决定开除刘志军党籍。官方称：刘志军滥用权力帮助北京博宥投资管理集团公司董事长丁书苗获取巨额非法利益，造成国家重大经济损失和恶劣社会影响，并且收受他人巨额贿赂和贵重物品；道德败坏；对铁路系统出现的严重腐败问题负有主要领导责任。2011年7月温州动车事故发生后，事故调查报告认定刘志军“对事故发生负有主要领导责任，鉴于其涉嫌严重经济问题，建议另案一并处理。”
刘志军一直被关押在秦城监狱。在秦城监狱，刘志军可以看电视、报纸，对外界情况有所了解。不过羁押期间不能见家属，对亲人多有挂念。刘志军每次会见都会反复问 “老母亲还在不在人世”。

### 审判
2013年4月10日，刘志军受贿、滥用职权一案，由北京市人民检察院第二分院向北京市第二中级人民法院提起公诉。案件于6月9日开庭审理。检察院指控，被告人刘志军利用职务便利，为邵力平等11人提供帮助，先后非法收受财物共计人民币6460.54万元；应以受贿罪、滥用职权罪追究刘志军的刑事责任。检方亦提出，刘志军主动坦白了司法机关尚未掌握的其受贿的大部分事实，滥用职权造成的损失和受贿赃款基本已挽回，可从轻处罚。
因刘志军不愿自行委托辩护人，北京市法律援助中心指定律师为其提供辩护。著名律师钱列阳为刘志军作罪轻辩护。在检方所指控6460.54万当中，两笔共4900万的钱款成为控辩双方存在不同意见的焦点，两笔钱款为刘志军授意丁书苗为其疏通关系解决相关事宜而支出。钱列阳认为，刘志军并未直接将该款收为己有，该行为不应构成受贿罪。但法院最终认定其为受贿。
刘志军对被指控的事实和罪名都没有提出异议，并且表示无论结果如何都不会上诉。
2013年7月8日，北京市第二中级人民法院一审判处刘志军死刑，缓期二年执行，并没收全部个人财产。法院经审理查明：
1986年至2011年，刘志军在担任郑州铁路局武汉铁路分局党委书记、分局长、郑州铁路局副局长、沈阳铁路局局长、原铁道部运输总调度长、副部长、部长期间，利用职务便利，为邵力平、丁羽心等11人在职务晋升、承揽工程、获取铁路货物运输计划等方面提供帮助，先后非法收受上述人员给予的财物共计折合人民币6460万余元；刘志军在担任铁道部部长期间，违反规定，徇私舞弊，为丁羽心及其与亲属实际控制的公司获得铁路货物运输计划、获取经营动车组轮对项目公司的股权、运作铁路建设工程项目中标、解决企业经营资金困难提供帮助，使丁羽心及其亲属获得巨额经济利益，致使公共财产、国家和人民利益遭受重大损失。
此案与习近平上台后高调的反腐举措相联系，被视为对新领导层打击腐败决心的考验。然而根据《中华人民共和国刑法》第五十条，「判处死刑缓期执行的，在死刑缓期执行期间，如果没有故意犯罪，二年期满以后，减为无期徒刑」。有媒体分析，刘志军最早可能服刑27年在87岁时候出狱，若考虑60岁后可获“保外就医”的情况，可能在9年后即保外就医。
2015年10月26日，秦城监狱以刘志军服刑期间无任何故意犯罪为由，向北京市高院建议将其刑期减为无期徒刑。2015年12月11日，北京市高院对刘志军予以减刑，刑期减为无期徒刑。

### 民间争论
在刘志军落马数年后，其任内致力发展的中华人民共和国高速铁路成就日益显现，高铁出口步伐加快，京沪高铁也获得盈利，增設高鐵路線也提高了既有鐵道路線的貨運容量，“高铁一响，黄金万两”的说法被大众认同，中国民间出现了为刘志军平反的声音，不过《新京报》发表社论並认为中国高铁并非刘志军一个人的功劳，双方一度产生了争论。